# Necranthus
Necranthus é um género botânico pertencente à família Orobanchaceae.

## Espécie
Necranthus orobanchoides

## Nome e referências
Necranthus Gilli